# Verzuimperiode
De verzuimperiode is in Nederland de periode vanaf de 1e ziektedag (ongeacht voor welk percentage men ziek is) tot de 1e dag van volledig herstel. Men gaat uit van kalenderdagen en niet van werkdagen.
Verzuimperiode en verzuimduur worden nogal eens door elkaar gehaald. Er is tot 1996 geen eenduidige definitie geweest van de verzuimperiode. Er waren verschillende methodes, waarbij verschillend gebruik werd gemaakt van hetzij kalenderdagen dan wel werkdagen. Dit was natuurlijk van belang voor bedrijven met ploegendiensten en continuediensten. Ook waren er verschillende opvattingen hoe men moest omgaan met een werknemer die zich gedeeltelijk ziek meldde, of gedeeltelijk hersteld meldde.
In 1996 echter kwam een werkgroep met onder andere vertegenwoordigers van TNO-arbeid met een nu algemeen gebruikte definitie. 
Het moge duidelijk zijn dat dit allerlei problemen in zich draagt. Immers, een werkgever is geïnteresseerd in de hoeveelheid tijd dat iemand niet voor hem kan werken. Dat ligt voor een parttimer anders dan voor een fulltimer.
Een fulltimer die 2 kalenderweken ziek is, is 10 werkdagen niet aanwezig. Een parttimer die 3 dagen per week werkt is maar 6 werkdagen niet aanwezig. De impact van de afwezigheid van een fulltimer is dus groter dan die van een parttimer.
De werkgroep voorzag die problemen wel, maar het uitgebrachte rapport geeft geen oplossing.
De wet kent de bepaling dat als een werknemer weer ziek wordt binnen 28 dagen na zijn hersteldmelding, dat deze perioden worden samengenomen als één periode. Dit betekent dus dat men binnen 1 verzuimperiode verschillende verzuimduren kan hebben. 